# Wildomar
Wildomar is een plaats (census-designated place) in de Amerikaanse staat Californië, en valt bestuurlijk gezien onder Riverside County.

## Demografie
Bij de volkstelling in 2000 werd het aantal inwoners vastgesteld op 14.064.

## Geografie
Volgens het United States Census Bureau beslaat de plaats een oppervlakte van
34,3 km², geheel bestaande uit land. Wildomar ligt op ongeveer 563 m boven zeeniveau.

## Plaatsen in de nabije omgeving
De onderstaande figuur toont nabijgelegen plaatsen in een straal van 16 km rond Wildomar.

## Geboren
- Christa B. Allen (11 november 1991), actrice
- Tori Kelly, (14 december 1992), zangeres